# Basilio Sclero
Basilio Sclero (in greco Βασίλειος Σκληρός?; fl. X-XI secolo) è stato un aristocratico bizantino e governatore provinciale all'inizio dell'XI secolo.
Basilio era figlio del magistros Romano Sclero, un figlio del generale ribelle Barda Sclero che divenne uno stretto consigliere dell'imperatore Basilio II (r. 976-1025).
Si sposò con Pulcheria, una sorella del futuro imperatore Romano III Argiro (r. 1028-1034). La coppia ebbe una figlia, Elena, che già durante il regno di Basilio II sposò un altro futuro imperatore, Costantino IX Monomaco (1042-1055).
Lo stesso Basilio viene menzionato per la prima volta durante il regno di Costantino VIII (1025-1028), quando ricopriva il rango di patrikios. In questo periodo entrò in conflitto con Presian, governatore del Thema dei Bucellari, che si inasprì al punto che finì a scazzottate. L'imperatore Costantino bandì entrambi gli uomini nelle Isole dei Principi: uno di loro nell'isola di Plati, l'altro a Oxeia. Sclero fu accusato di aver pianificato la fuga e di conseguenza fu accecato; secondo Giovanni Scilitze, Presian sfuggì per poco alla stessa sorte, ma fu invece rilasciato.
Quando Romano III salì al trono, tuttavia, Basilio fu riabilitato e promosso a magistros. Secondo un'opinione, fu ulteriormente promosso a vestes e gli fu affidata la carica di strategos del Thema anatolico. Ad un certo punto, sembra che abbia anche cospirato contro il cognato, poiché sia lui che la moglie furono banditi da Costantinopoli da Romano.
L'arroganza di Basilio Sclero e dei suoi parenti, che governavano i loro possedimenti quasi come signori indipendenti, è severamente criticata nella Peira del giurista contemporaneo Eustazio Romano.